# Epyx FastLoad

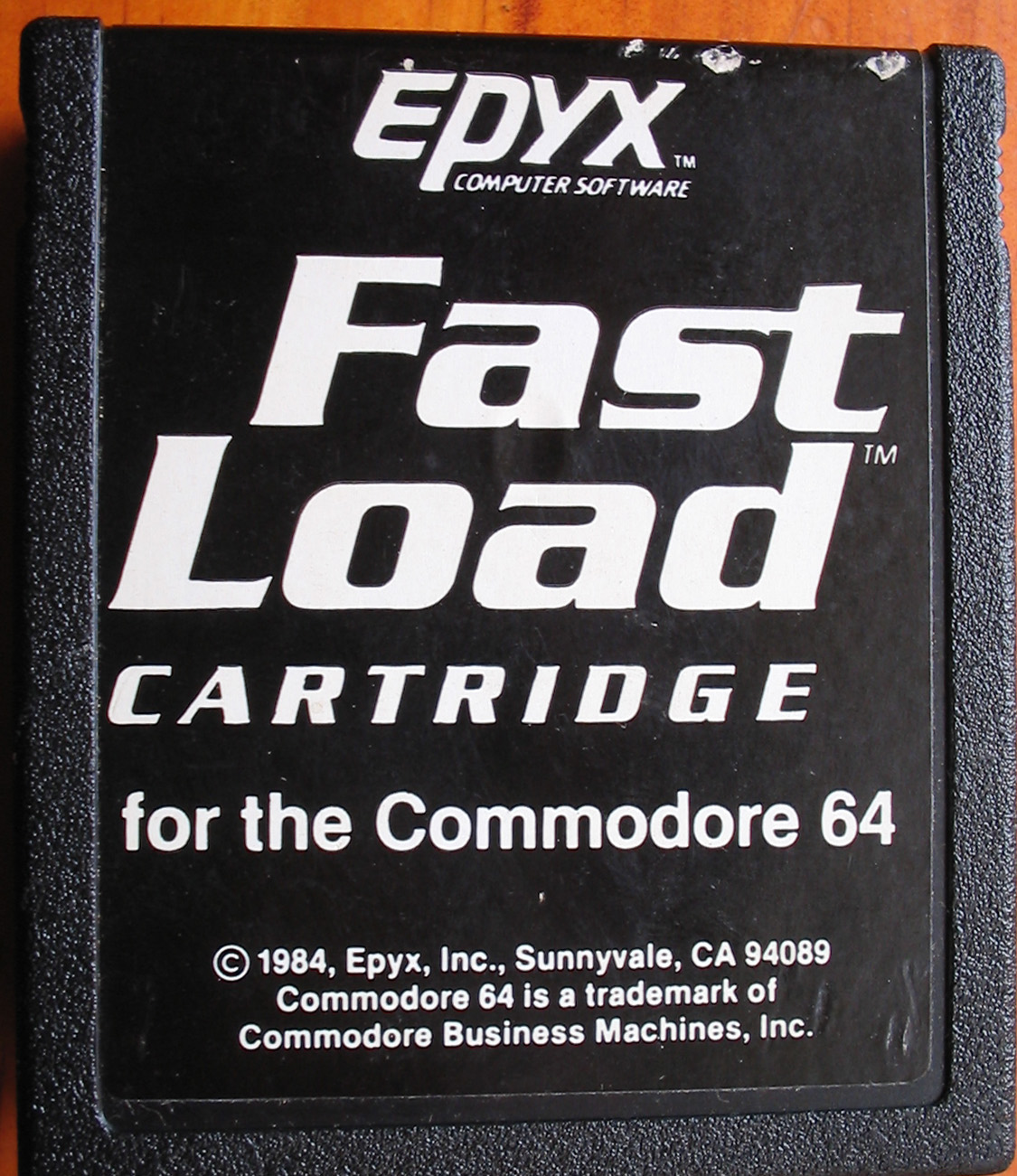
Epyx FastLoad

L'Epyx FastLoad è una cartuccia d'espansione per Commodore 64 per il caricamento veloce del software da floppy disk. 
Fu prodotta dalla casa di software americana Epyx nel 1984 e programmata da Scott Nelson, che aveva progettato anche l'Epyx Vorpal per i giochi della compagnia.

## Caratteristiche
Permetteva di caricare programmi e giochi con il drive Commodore 1541 fino a 5 volte più velocemente del normale. Essendo su cartuccia, e non avendo bisogno di modifiche hardware sul computer o sul drive, la cartuccia Epyx Fastload ed altri sistemi su cartuccia simili divennero presto popolari. In aggiunta al caricamento veloce, la cartuccia forniva una versione aggiornata del DOS Wedge del Commodore 1541 che forniva comandi veloci per fare operazioni del disco.
Includeva inoltre un monitor in linguaggio macchina. Anche se non era un assembler, aveva molti potenti strumenti per fare debugging. Tra questi c'era il disassembler, la possibilità di eseguire istruzioni una alla volta (il cosiddetto single-stepping) e un rilocatore di codice macchina automatico. Era inoltre dotata anche un disk editor, che mostrava il flusso di dati dal disco floppy tramite un editor esadecimale. Tra altro, la cartuccia era utilizzata per inserire trucchi nei giochi.
Il menù della Epyx Fastload comprendeva la facoltà di disattivare la cartuccia fino al successivo riavvio, evitando l'ulteriore stress meccanico di rimuovere la cartuccia quando non necessaria o per caricare l'occasionale gioco incompatibile.
La versione originale della cartuccia Epyx Fastload è perfettamente compatibile coi lettori floppy Commodore 1541 e Commodore 1571 se avviato in modalità 1541 su un Commodore 64 o un Commodore 128 in modalità 64. Non supporta però il lettore floppy Commodore 1581 e il sistema di emulazione floppy basato su schede SD SD2IEC. In questo caso diventa necessario ricorrere a reintepretazioni moderne della cartuccia, come la Epyx FastLoad Reload.